# 5 Centimet trên giây
5 Centimet trên giây (Nhật: 秒速5センチメートル, Hepburn: Byōsoku Go Senchimētoru?) là một phim anime do Shinkai Makoto đạo diễn và hãng CoMix Wave thực hiện. Bộ phim được công chiếu lần đầu vào ngày 03 tháng 3 năm 2007 tại rạp ở Shibuya, Tokyo. Cốt truyện xoay quanh mối quan hệ của một cậu bé tên Tōno Takaki với một cô gái là bạn từ khi còn đi học vào khoảng những năm 1990 cho đến thời hiện đại, nhưng giữa họ luôn có một khoảng cách và thường chỉ liên lạc với nhau từ xa qua thư hay điện thoại. Bộ phim giành được giải Phim hoạt hình xuất sắc nhất tại lễ trao giải điện ảnh châu Á Thái Bình Dương năm 2007.
Shinkai Makoto cũng thực hiện chuyển thể tiểu thuyết của bộ phim, Media Factory phát hành tập tiểu thuyết này vào ngày 19 tháng 11 năm 2007. Phiên bản tiếng Việt được công ty Cổ phần Xuất bản và Truyền thông IPM và Nhà xuất bản Văn học đăng ký bản quyền và phát hành tiểu thuyết với tên bản quyền hiện tại là 5 Centimet trên giây. Bản chuyển thể manga do Seike Yukiko vẽ được đăng trên tạp chí dành cho seinen là Afternoon của Kodansha từ tháng 7 năm 2010 đến tháng 6 năm 2011.

## Sơ lược cốt truyện
Bối cảnh phim bắt đầu từ những năm 90 thế kỷ XX đến hiện nay (năm 2008). Mỗi câu chuyện đều tập trung vào một nhân vật chính, Tono Takaki. Câu chuyện đầu tiên được diễn ra khi điện thoại di động không phổ biến và thư điện tử (email) hay mạng xã hội vẫn chưa đến được với người dân nói chung.
Chương 1: Hoa Anh Đào (桜花抄 Ōkashō)
Tōno Takaki gặp và trở thành bạn với Shinohara Akari thời tiểu học ở Tokyo do chung sở thích và tính cách. Giữa họ có mối liên hệ mật thiết đến mức không dùng kính ngữ khi gọi tên nhau.
Lúc sắp tốt nghiệp tiểu học, Akari phải theo gia đình chuyển đến Tochigi. Cả hai giữ liên lạc bằng cách viết thư nhưng dần dần thư ngày một thưa dần. Khi Takaki biết mình sắp chuyển đến Kagoshima. cậu quyết định tự mình đi tàu đến thăm Akari vì sau khi chuyển đi, khoảng cách giữa hai người sẽ càng xa hơn. Trên đường đi, tàu của Takaki bị trì hoãn nhiều lần do bão tuyết, cậu lại làm mất lá thư cho Akari trên tàu nhưng cuối cùng cậu cũng đến được Tochigi và thấy Akari đang đợi mình. Khi hai người có nụ hôn đầu cũng là lúc Takaki nhận ra họ sẽ không bao giờ còn gặp lại nhau nữa. Khi tàu lăn bánh, Akari lặng lẽ nhìn bức thư của mình định gửi cho Takaki.
Chương 2: Phi hành gia (コスモナウト Kosumonauto)
Takaki giờ là học sinh lớp 12 tại Tanegashima. Sumida Kanae, bạn cùng lớp với Takaki, thích cậu từ thời cấp 2 nhưng không có can đảm tỏ tình. Cô bé cố tìm mọi cách để có thời gian ở bên Takaki nhưng Takaki chỉ xem cô bé là bạn. Cô bé thường nhìn thấy Takaki nhắn tin cho ai đó bằng điện thoại di động và nhìn về phía xa xăm. Lúc sau, phim cho thấy Takaki thực chất chỉ viết tin một mình nhưng không bao giờ gửi chúng đi. Cậu cũng thường hay mơ về Akari.
Mặc dù muốn nói, Kanae không bao giờ nói thật tình cảm của mình cho Takaki vì cô bé biết Takaki luôn tìm kiếm một thứ gì đó ngoài tầm với của mình.
Chương 3: 5 Centimet trên giây (秒速5センチメートル Byōsoku 5 Centimeter)
Lúc này, phim ở thời điểm năm 2008. Takaki vẫn thường nhớ đến Akari. Anh sống cô độc một mình dù đã có những mối tình tan vỡ với nhiều cô gái. Takaki bị suy nhược nặng và anh đã xin nghỉ việc. Lúc này, Akari sắp sửa kết hôn. Khi dọn dẹp đồ cũ, cô tìm thấy bức thư ngày xưa cô định gửi Takaki. Lúc này, trong phim lời tự thuật của hai người xen kẽ nhau, kể về những giấc mơ gần đây về lần cuối họ gặp mặt, cũng như mong chờ được gặp lại nhau.
Vào một hôm, khi đi trên đường, Takaki đi ngang qua một phụ nữ. Anh có linh tính đó là Akari và quay lại gặp thì bị xe lửa che mất tầm nhìn. Lúc này, những ký ức của hai người ùa về. Anh đứng chờ đến khi xe lửa chạy qua. Lúc này, người phụ nữ kia cũng đã đi mất. Takaki khẽ mỉm cười vì đã trút được gánh nặng bấy lâu nay và lấy lại được sự tự tin để bước tiếp trên đường đời.

## Nhân vật chính
Tōno Takaki (遠野 貴樹)
Lồng tiếng bởi: Mizuhashi Kenji (tiếng Nhật), David Matranga (ADV Films) và Johnny Yong Bosch (Bang Zoom! Entertainment) (tiếng Anh)
Takaki là nhân vật chính của bộ phim. Vì công việc của bố mẹ, buộc anh phải thường xuyên chuyển trường. Anh và Akari trở thành bạn thân của nhau nhờ có cùng sở thích đọc sách và có tính cách hướng nội, nhưng sau khi chuyển đi thì họ dần mất liên lạc. Trong câu chuyện thứ hai, anh là thành viên câu lạc bộ kyūdō (bắn cung) của trường mình.
Shinohara Akari (篠原 明里)
Lồng tiếng bởi: Kondō Yoshimi (chương 1), Onoue Ayaka (chương 3) (tiếng Nhật); Hilary Haag (ADV), Erika Weinstein (chương 1,  Bang Zoom!) và Tara Platt (chương 3, Bang Zoom!) (tiếng Anh)
Người bạn tốt nhất và cũng là mối tình đầu của Takaki. Giống như Takaki, cô và gia đình phải thường xuyên chuyển nhà. Sau khi học tiểu học, cô chuyển đến Iwafune. Dù cô đã đề nghị được ở lại Tokyo để học cùng Takaki nhưng bố mẹ cô không đồng ý vì Akari còn quá nhỏ. Cô và Takaki thường xuyên viết thư cho nhau, nhưng về sau, những lá thư ngày một thưa dần, cuối cùng mất hẳn liên lạc. Sau này, cô kết hôn với một nam sinh học cùng trường cấp Ba.
Sumida Kanae (澄田 花苗)
Lồng tiếng bởi: Hanamura Satomi (tiếng Nhật), Serena Varghese (ADV), và Kira Buckland (Bang Zoom!) (Tiếng Anh)
Bạn học của Takaki ở cao trung. Cô yêu Takaki từ khi hai người học chung ở sơ trung, nhưng không thể bày tỏ tình cảm của mình với anh. Kanae thích lướt sóng và đi xe máy tới trường. Cô không biết mình muốn làm gì trong tương lai. Cô có chị là một giáo viên ở trường trung học. Trong manga, cô đã trở thành một y tá. Cô quyết định đi tìm Takaki ở Tokyo. Nhưng cô không có bất cứ thông tin liên lạc nào của anh. Khi cô quyết định trở về, anh dường như đã đi ngang băng ghế ở công viên nơi cô ngồi, và có lẽ cô đã nhận ra anh.

## Truyền thông

### Anime
Shinkai Makoto nói rằng, không giống như các tác phẩm của ông trước đó, không có bất kỳ yếu tố kỳ ảo hay khoa học viễn tưởng nào trong bộ phim này. Thay vào đó nó sẽ trình bày một cách chân thật thế giới thực với nhiều góc độ khác nhau. Phim cho thấy nhiều mặt của cuộc sống luôn đấu tranh và cùng tồn tại với nhau như thời gian, không gian, con người và tình yêu. Tựa Byousoku 5 Centimeter (5 cm/s) là tốc độ mà một cánh hoa anh đào khi nó rơi xuống, cánh hoa đó là ẩn dụ cho con người, liên tưởng đến cuộc sống chậm rãi nơi mọi người luôn gắn kết với nhau nhưng theo thời gian mỗi người sẽ đi theo các hướng khác nhau dần dần tách nhau ra. Đây cũng là dự án đầu tiên mà Makoto thực hiện một cách chặt chẽ với một đội ngũ gồm các họa sĩ và người dựng phim. Bộ phim đã công chiếu lần đầu vào ngày 03 tháng 3 năm 2007 tại Shibuya, Tokyo.
Phiên bản DVD đã của phim đã phát hành vào ngày 19 tháng 7 năm 2007 tại Nhật Bản. ADV Films đã đăng ký bản quyền phiên bản tiếng Anh của phim anime để tiến hành phát hành tại thị trường Bắc Mỹ nhưng sau đó đã giao lại việc phân phối cho Bandai Entertainment, Madman Entertainment đăng ký phân phối tại Úc và New Zealand, Manga Entertainment đăng ký tại Anh, Selecta Visión tại Tây Ban Nha, Kaze tại Pháp, Ý và Đức, Reanimedia tại Nga và Proware Multimedia International tại Đài Loan. Tại Việt Nam năm 2010, phim được trình chiếu trong khuôn khổ "Tuần lễ phim Nhật Bản tại Thành phố Hồ Chí Minh".

### Light Novel
Shinkai Makoto cũng thực hiện một chuyển thể light novel khi hoàn tất bộ phim, đây cũng là tiểu thuyết đầu tiên mà ông thực hiện. Các hình dùng trong tiểu thuyết cũng do chính Makoto chụp. Media Factory phát hành light novel này vào ngày 16 tháng 11 năm 2007. Công ty Cổ phần Xuất bản và Truyền thông IPM và Nhà xuất bản Văn học đã mua bản quyền và phát hành light novel tại Việt Nam với cái tên 5 Centimet trên giây.

### Manga
Seike Yukiko đã thực hiện chuyển thể manga của bộ phim và đăng trên tạp chí dành cho seinen là Afternoon của Kodansha từ tháng 7 năm 2010 đến tháng 6 năm 2011. Kodansha sau đó đã tập hợp các chương lại và phát hành thành 2 tankōbon. Vertical Inc. đã đăng ký bản quyền phiên bản tiếng Anh để phát hành tại Hoa Kỳ và Taiwan Tohan đăng ký tại Đài Loan.

### Âm nhạc
Bộ phim có một bài hát chủ đề chính dành cho phần kết thúc. Bài hát chủ đề có tên là One more time, One more chance do Yamazaki Masayoshi trình bày, bài hát này đã từng phát hành vào ngày 22 tháng 11 năm 1997 sau đó tái phát hành sau khi dùng trong bộ phim vào ngày 03 tháng 3 năm 2007. Album chứa các bản nhạc dùng trong bộ phim cũng đã phát hành đính kèm với phiên bản DVD đặc biệt của bộ phim.
| One more time, One more chance | One more time, One more chance | One more time, One more chance |
| STT                            | Nhan đề | Thời lượng                     |
| ------------------------------ | --- | ------------------------------ |
| 1.                             | "One more time,One more chance" | 5:34                           |
| 2.                             | "Yuki no Eki ~One more time, One more chance~ (from "Byōsoku 5 Centimeter" Soundtrack) (雪の駅～One more time,One more chance～ (from『秒速5センチメートル』Soundtrack))" | 2:21                           |
| 3.                             | "One more time, One more chance (Hikigatari Ver.) (One more time,One more chance (弾き語りVer.))"                                                                         | 5:30                           |
| Tổng thời lượng:               | Tổng thời lượng: | 13:25                          |

| Byōsoku 5 Centimeter Soundtracks (秒速5センチメートル Soundtracks) | Byōsoku 5 Centimeter Soundtracks (秒速5センチメートル Soundtracks) | Byōsoku 5 Centimeter Soundtracks (秒速5センチメートル Soundtracks) |
| STT                                                                | Nhan đề                                                            | Thời lượng                                                         |
| ------------------------------------------------------------------ | ------------------------------------------------------------------ | ------------------------------------------------------------------ |
| 1.                                                                 | "Oukashou (桜花抄)"                                                | 4:51                                                               |
| 2.                                                                 | "Omoide wa Tooku no Hibi (想い出は遠くの日々)"                     | 1:41                                                               |
| 3.                                                                 | "Shousou (焦燥)"                                                   | 1:10                                                               |
| 4.                                                                 | "Yuki no Eki (雪の駅)"                                             | 2:19                                                               |
| 5.                                                                 | "Kiss"                                                             | 3:14                                                               |
| 6.                                                                 | "Kanae no Kimochi (カナエの気持ち)"                                | 1:47                                                               |
| 7.                                                                 | "Yume (夢)"                                                        | 1:40                                                               |
| 8.                                                                 | "Sora to Umi no Uta (空と海の詩)"                                  | 2:00                                                               |
| 9.                                                                 | "Todokanai Kimochi (届かない気持ち)"                               | 1:41                                                               |
| 10.                                                                | "END THEME"                                                        | 2:53                                                               |
| 11.                                                                | "One more time, One more chance PIANO ver."                        | 5:00                                                               |
| Tổng thời lượng:                                                   | Tổng thời lượng:                                                   | 28:16                                                              |

## Đón nhận

### Đánh giá
Byousoku 5 Centimeter giành Giải bạch kim lớn Lancia tại Liên hoan phim chủ đề tương lai vì là phim có hình ảnh và hiệu ứng xuất sắc nhất. Bộ phim cũng đã giành giải Phim hoạt hình xuất sắc nhất tại lễ trao giải điện ảnh châu Á Thái Bình Dương năm 2007. Phiên bản DVD giới hạn của phim đã đứng hạng ba về doanh số tại bảng xếp hạng Tohan từ ngày 18 đến ngày 24 tháng tháng 7 năm 2007 trong khi phiên bản bình thường xếp hạng 7. Bộ phim đứng hạng tư trong bảng đánh giá các anime nổi tiếng nhất năm 2008.
Mania.com đánh giá Byousoku 5 Centimeter là phim anime hay nhất trong số các phim anime không phải của Miyazaki. Mark Schilling tại tạp chí The Japan Times đã nhận xét bộ phim còn tốt hơn các phim của Miyazaki Hayao ở chỗ "đâm xuyên qua bức màn che của những việc hằng ngày để hé lộ một vẻ đẹp sâu sắc, phù du mà hầu hết mọi người chỉ nhận thấy nó qua những khoảng khắc hiếm hoi". Bamboo Dong tại Anime News Network đã đánh giá qua "Vẻ buồn lộng lẫy" của bộ phim, các bản nhạc piano hay do Tenmon soạn đã "Góp phần vào thể hiện tốt yếu tố như một giấc mơ của bộ phim". Cũng như nói rằng bộ phim "Không bao giờ thể hiện hay nói về cảm giác của các nhân vật. Không theo một cốt truyện chặt chẽ, nhưng lại sử dụng nhiều tương tác hình ảnh và thể hiện những cảnh vật vào đúng thời điểm mà chúng thể hiện tốt nhất, mọi thứ đều rõ như ngày và đêm". Theron Martin tại Anime News Network đã nhận xét "Bộ phim đã thực hiện hiệu ứng âm thanh một cách hoàn hảo, đặc biệt là tiếng cung tên trong các cảnh ở phần hai." Chris Beveridge tại Mania.com thì lại than phiền vì hình ảnh bị hiệu ứng răng cưa với nhận xét "Hình như việc hình ảnh của bộ phim khá nhỏ đã dẫn đến việc hình ảnh bị nhiễu và khá sần sùi. Bộ phim có nhiều màu tươi mà mỗi lần xuất hiện chúng lại làm nổi bật việc hình bị nhiễu cũng như bị răng cưa".

### Tranh cãi
Một chương trình hoạt hình có tên Cửa sổ tâm hồn dùng để "Nâng cao lòng thiện tâm và chỉ dạy một góc nhìn cao quý về cuộc sống" dành cho giới trẻ của Trung Quốc đã sao chép nhiều cảnh nền của bộ phim với chỉ một vài chỉnh sửa nhỏ.